# Gelbwasser
Gelbwasser ist die abwassertechnische Sammelbezeichnung für Toilettenabwasser, das aus Urin oder Urin mit Spülwasser besteht. Es ist neben Braunwasser (Teil des Abwassers, der nur Fäzes, Spülwasser und Toilettenpapier enthält) ein Bestandteil des Schwarzwassers (häusliches Abwasser ohne Grauwasser mit fäkalen Feststoffen). Besonders für nachhaltige beziehungsweise neuartige Sanitärsysteme spielt die Differenzierung unterschiedlicher Abwasserteilströme eine Rolle. Reines Gelbwasser kann durch Urinseparation in Trenntoiletten, die Urin vom Fäzes separieren, oder Urinale mit oder ohne Spülung gewonnen werden. Durch den hohen Nährstoffgehalt des Urins kann Gelbwasser verdünnt direkt als Dünger genutzt werden oder zu Struvit verarbeitet werden.